# Перший
«Перший» (повне найменування — «Перший канал Суспільного мовлення») — загальноукраїнський суспільний телеканал у складі Національної суспільної телерадіокомпанії України, який мовить під цим логотипом з 23 травня 2022 року. Телеканал прийшов на заміну державному телеканалу, що мовив з 1939 року під логотипами УТ (1951—1972), УТ-1 (1972—1998) та Перший національний (1998—2015). Як суспільний мовник телеканал мовив з логотипом UA: Перший (2015—2022).

## Історія

### 1939—1991
1 лютого 1939 року з Києва було здійснено першу офіційну спробу передачі зображення в етері. Перша трансляція тривала 40 хвилин — увесь цей час показували портрет радянського діяча Серго Орджонікідзе.
6 листопада 1951 року почав працювати Київський телерадіоцентр на Хрещатику, 26 (нині — Будинок Українського радіо). Транслювали патріотично-революційний фільм «Велика заграва», а наступного дня — урочисті заходи на честь 34-ї річниці Жовтневої революції. Ці події вважаються початком роботи Українського телебачення. Першими дикторами Українського телебачення були Новела Серапіонова, Ольга Даниленко і Олена Ніколаєва.
1 травня 1952 року з єдиного павільйону, що тоді діяв на телецентрі («студії Б») в етер вийшов великий концерт за участі солістів Київського оперного театру імені Т.Шевченка.
У листопаді 1956 року передачі Київської студії телебачення починають виходити регулярно.
20 січня 1965 року на телеекранах з‘явилася заставка з великими літерами «УТ», що символізувало початок об'єднаної загальнореспубліканської телепрограми УРСР, обсяг мовлення якої вже того року становив понад 200 годин.
1972 року почалося двоканальне мовлення, і телеканал отримав назву «УТ-1». На тих телецентрах, де можна було передавати дві програми телебачення (великі обласні центри), транслювались окремо програми ЦТ СРСР і УТ, а там, де не було технічної можливості мовити двома каналами одночасно, мовила об'єднана союзно-республіканська програма. У Києві мовлення УТ розпочиналося з 11:00 ранку, в інших містах України — з 17:00. О 19:00 в етер вийшла інформаційна програма «Вісті» власного виробництва, перед цим з 18:00 до 19:00 був блок мовлення обласних студій (у Києві та області в цей час в етері виходила програма «На Дніпровій хвилі»). О 20:45 транслювалася «Вечірня казка» для дітей, після чого о 21:00 починалася ретрансляція програми «Час» із Москви.

### 1991—2014
Навесні 1991 року Держкомтелерадіо УРСР було перетворене в Укртелерадіокомпанію, яка стала єдиним державним мовником на каналах УТ-1, УТ-2, пізніше — УТ-3. З 1995 року, коли на базі Укртелерадіокомпанії було утворено НТКУ, НРКУ та ОДТРК, а також після наказу Держкомтелерадіо про перекомутацію, УТ-1 став єдиним каналом, що забезпечив покриття 97 % території країни. Мовлення на ньому здійснювала Національна телекомпанія України з 1995 по 2017 рік. До 2004 року НТКУ мала телеканал УТ-2, який з 1997 року ділив мовлення з телеканалом «1+1».
2002 року НТКУ розпочала закордонне супутникове мовлення, а 2008 року — інтернет мовлення.
За підсумками 2004 року частка каналу склала 2,8 %, 2005 — 1,8 %, 2006 — 2,1 % (9-е місце серед телеканалів, що транслюються в Україні), 2007 — 1,8 %, 2008 — 1,9 % (10-е місце).
Розпорядженням Кабінету Міністрів № 448-р від 17.03.2010 генеральним директором Національної телекомпанії України призначено Єгора Бенкендорфа. Заступником генерального директора призначено українського бізнесмена ліванського походження Валіда Арфуша. Також Кабмін видав постанову № 272 від 17 березня, відповідно до якої підпорядкував собі Національну телекомпанію.
5 листопада 2011 року «Перший національний» святкував своє 60-річчя.
У лютому 2013 року Єгор Бенкендорф залишив посаду генерального директора НТКУ за власним бажанням, ставши головою правління телеканалу «Інтер». 20 лютого 2013 року Кабінет Міністрів України призначив тимчасовим виконувачем обов'язків генерального директора НТКУ Олександра Пантелеймонова.
6 грудня 2013 року журналіст телеканалу «ZIK» в прямому етері програми «Люстрація» повідомив, що журналісти «Першого Національного» звільняються через незбалансовану політику висвітлення Євромайдану.
25 березня 2014 року Кабінет міністрів України призначив генеральним директором НТКУ Зураба Аласанію.

### З 2014 року
17 квітня 2014 року прийнято Закон України «Про Суспільне телебачення і радіомовлення України», який заклав правові основи суспільного мовлення в Україні. 7 квітня 2015 року у прямому етері урочисто змінили логотип «Першого Національного» на логотип суспільного мовника (UA: ПЕРШИЙ). Ця зміна відбулася після прийняття закону «Про внесення змін до деяких законів України щодо Суспільного телебачення і радіомовлення України», який усунув технічні проблеми на шляху перетворення державних телерадіокомпаній у Національну суспільну телерадіокомпанію України.
11 грудня 2017 року суспільні телеканали «UA: Перший», «UA: Культура» і «UA: Крим» розпочали мовлення у форматі 16:9[джерело?].
З 1 січня 2018 року цифрова версія каналу в мережі DVB-T2 (UA: ПЕРШИЙ Digital) мовила цілодобово.
Восени 2018 року в інтерв'ю «Детектор медіа» генеральний продюсер із розвитку НСТУ Микола Ковальчук заявив, що у плані здійснити ребрендинг каналу, в рамках якого планується зміна назви «UA: Перший». У лютому 2019 року у плані діяльності ПАТ «НСТУ» на 2019 рік оприлюднено здійснення ребрендингу і зміни назви телеканалу на «Суспільне». 20 січня 2020 року стало відомо, що згідно з ребредингом, «UA: Перший» збільшує суспільно-політичне мовлення, в рамках якого, зокрема, збільшення кількості випусків новин у будні, власне ранкове шоу, поява програм про регіони, реформи в Україні, телемостів, спецрепортажів, документалістики, фактів та розслідувань.
У зв'язку з російським вторгненням в Україну з 24 лютого 2022 до 21 травня 2024 року телеканал цілодобово транслював інформаційний марафон «Єдині новини». В етері була відсутня реклама.
12 квітня 2022 року почав мовлення у стандарті високої чіткості (HD).
23 травня 2022 року в зв'язку з оновленням дизайн-системи брендів НСТУ телеканал «UA: Перший» змінив назву на «Перший».
21 травня 2024 року телеканал відновив самостійне мовлення, розширивши інформаційний блок контенту — транслюється власний інформаційний марафон «Суспільне. Студія», як і на регіональних каналах Суспільного мовлення. Окрім того власний інформаційний телемарафон є частиною «Єдиних новин». Водночас телеканал змінив тематику із загальної на суспільно-політичну.

## Наповнення етеру

### Діючі програми
- «Bihus. Info»
- «Батьки-засновники»
- «Важлива розмова»
- «Видимі»
- «Дихайте глибше!»
- «З нуля»
- «Історія (не) забутих сіл»
- «Історія з Братами Капрановими»
- «Новий відлік»
- «Карп'як на Суспільному»
- «Квартирник. Суспільне»
- «Мистецтво жити»
- «Між світами»
- «Несеться»
- «Культові українці: позначені гривнею»
- «Полігон»
- «Ремовська. Інтерв'ю»
- «Тиждень. Крим»
- «Сімейний курс з інформаційної гігієни»
- «Суспільне.Новини»
- «Суспільне.Спорт»
- «Суспільне.Студія»
- «Схеми: корупція в деталях»
- «Я. Є. Тил»
- «Як справи?»

### Програми, які не транслюються
- «Олімпійська/Паралімпійська студія»
- «Євробачення»
- «Кримське питання»
- «Наші гроші»
- «ЕнеЇда»
- «Перша шпальта»
- «#@)₴?$0»
- «UA: Фольк»
- «#ВУКРАЇНІ»
- «Зворотній відлік»
- «Країна пісень»
- «По-людськи»
- «Полюси».
- «Прозоро: про головне»
- «Прозоро: про соціальне»
- «Прозоро: про актуальне»
- «Тиждень на Суспільному»
- «Суспільна студія»
- «Своя земля» (про реформи)
- «Перший на селі» (про фермерів)
- «Що? Як?»
- «Хто в домі господар?»
- «Розсекреченка історія»
- «На східному фронті»
- «Святі та грішні»
- «Як дивитися кіно»
- «Бюджетники»
- «:Тема дня» (щоденне ток-шоу)
- «Про головне»
- «Точка зору»
- «Підсумки дня»
- «Підсумки тижня»
- «Доброго ранку, країно» (виготовлялося продакшен-компанією «Ера-медіа»)
- «Територія безпеки» — телевізійна програма, яка виходила на телеканалі з 2 лютого 2003 по 27 квітня 2007 року.
- «Спільно» (про реформи)
- «AgroNews» — інформаційно-аналітична програма, яка виходила на телеканалі з 4 червня 2012 по 28 березня 2014 року[24].
- «Крок до зірок»
- «Доки батьки ще сплять»
- «Нащадки»
- «Віра. Надія. Любов.»
- «Золотий гусак»
- «Контрольна робота»
- «Легко бути жінкою»
- «Здоров'я»
- «Euronews»
- «Армія»
- «Атака магії»
- «Аудієнція»
- «Книга.UA»
- «Країна на смак»
- «Ближче до народу»
- «В гостях у Дмитра Гордона»
- «Глибинне буріння»
- «Майстер-клас»
- «Надвечір'я»
- «Світ спорту»
- «Чоловічий клуб»
- «На зв'язку з Урядом»
- «Про що кіно?»
- «Окраїна»
- «Досвід»
- «Офіційна хроніка»
- «Сільрада»
- «Так просто!»
- «Телеакадемія»
- «Феєрія мандрів»
- «ХайТак»
- «Культурна афіша здорової людини»
- «Фольк-music» (через ребрендинг у «UA: Фольк»)
- «Надвечір'я. Долі»
- «Фольк-music. Діти»
- «Хіт-парад. Національна двадцятка»
- «Хочу, щоб ти була»
- «Шеф-кухар країни»
- «Стильна лялька»
- «Роздягалка»
- «Театральні сезони»
- «Як Це»
- «УТЕОДИН з Майклом Щуром»
- «Про життя» (раніше на телеканалі «Інтер»)
- «Ігри патріотів» (2 сезон 2006 року, раніше на телеканалі «Інтер»)
- «ЧереЩур» (згодом — «Вечірнє шоу з Юрієм Марченком»)
- «Війна і мир»
- «Діти Z»
- «:Новини. Культура»
- «:Новини. Світ»
- «Радіо: День», разом з UA: Українське радіо (Перший канал)
- «До справи»
- «Промінь. Живий» (разом з Радіо Промінь)
- «Складна розмова»
- «Слідство.Інфо»
- «По обіді шоу»
- «Світло»
- «Додолики»
- «Букоголіки»
- «Лайфхак українською»
- «Толока»

### Документальні фільми
- 10 Днів незалежності України
- 100 років «Українському радіо»
- 91: Доброго ранку, ми з Охтирки!
- 1945
- BurningWomen. Жінки, які палають…
- Nostos. Повернення героїв
- Аеропорт. Неповернення
- Аматори
- Без вас
- Без перешкод
- Битва за Баштанку
- Бізнес ветеранів
- Бойові родини
- Будапешт. Бомба під незалежність
- Будинок "Слово"
- Будь її голосом
- Буча — 22
- Буча. Вбивство самооборонівця Побігая
- Буча. Вбивство полковника СБУ Теліженка
- Буча: екіпаж 111
- Буча. Яблунська
- Вакансія: людина
- Вальс із системою
- Варта
- Ваш Василь
- Велика російська брехня
- Видимий ворог
- Війна тітки Світлани
- Вогнехреща
- Воїни
- В пошуках Сковороди
- Гаспада афіцери: наглядачі Херсонської катівні
- Герой
- Голодомор. Літописці
- Голокост. Засвідчений злочин
- Горицвіт: квітнути всупереч
- Гостомель. Перший бій
- Да Вінчі
- День незалежності
- Діти бомбосховищ
- Діти для путіна
- Діти, які вже ніколи
- Дожити до 100 по — українськи
- Домівка на спині
- Доступ до інформації. Репортаж з окупації
- Дрони-камікадзе
- Експедиція
- Життя - наївне мистецтво
- Жінки Майдану (Жіночі обличчя революції)
- Жіноча камера
- Записи під вишнею
- Заручники божевілля
- Знищити повністю або частково
- Зруйновані мости
- Ізоляція
- Ілюзія рівності
- Імена
- Ірпінь. Вижити в окупації
- Йона. Голодне марення
- "Калинка". Ринок багатства та криз
- Капелани. Віра на війні
- Капеланки. Молитва у пеклі
- Київ-Москва-Київ: Росія б'є українськими ракетами
- Кльон. Знайти воєнного злочинця
- Кобзар. Історія однієї книги
- Колапс. Як українці зруйнували імперію зла
- Коли вода кричить
- Конвеєр помсти
- Красноярцев. Збитий льотчик
- Крим: 10 років окупації
- Крим. Звільнення
- Лицарі правозахисту
- Made in колись
- Майдан. Шість літер нашої свободи
- Маріуполь: історії мешканців
- Ми. Майбутнє
- Митці на війні
- Мій Крим
- Мій прапор
- Моя війна
- Навчання на межі
- На захід від сходу
- Налбуфін: вигідна залежність
- На честь
- Наш хліб
- На щиті
- Не буде Бога, крім їхнього
- Оленівка
- Остання війна
- Офіційне пограбування
- Пам'ять. Hatira
- Перед обличчям зла
- Підрив Каховської ГЕС: рік після теракту
- Плавильний котел
- Поверніть мене додому
- Позивний «Бетмен»: таємниця Василівського блокпоста
- Прокачана молодість
- П'ять портретів Майдану
- П'ять розмов про незалежність
- Розстріл на Києво-Мироцькій
- Розщеплені на атоми
- Роман Ратушний. Сила світла
- Русифікація в стилі поп
- Славутич — це Україна
- Смерічка
- Снігурівка. Крізь окупацію
- Спадок Терещенків
- Спекотний лютий 2015
- Стихії війни
- Так, я жінка
- Таким мене зробила війна
- Тисячолітня війна
- Ти чуєш мене, друже? Невидима боротьба українських військових медиків
- Тиха депортація
- Тіні на лівому березі
- Трагедія в Драмі
- Указ № 453. Історія непокори
- Українська символіка
- Українські добровольці. Війна, відзнята на смартфон
- У кралі коралі
- Уламки віри
- Фелікс
- Фіксери на війні: невидимі репортери
- Хвилі Бакоти
- Цидулки про гуцулів
- Ціна українського хліба
- Черга на прощання
- Чернігівське князівство. 1000 років
- Чорнобиль. Моя зміна
- Шептицький. Між війною та вірою
- Штурм
- Щедрик проти «русского міра»
- Щоденник вцілілої
- Я бачив війну
- Я тут закон. Катівня у Вишневому
- Я чекаю
- Як українці українською заговорили
- Якби Чорновіл. Кращий сценарій для України?

### Мультсеріали
- Лис Микита
- Черепашки-ніндзя (2003)
- Черепашки-ніндзя: Наступна мутація
- Книга джунглів
- Атака вірусів
- Уроки тітоньки Сови
- Абсолютні шпигунки

## Мовлення

### Параметри супутникового мовлення
| Супутник          | Стандарт | Частота, МГц | Символьна швидкість | Поляризація     | FEC | Формат зображення | Кодування |
| ----------------- | -------- | ------------ | ------------------- | --------------- | --- | ----------------- | --------- |
| Astra 4A (4.8°E)  | DVB-S2   | 12437        | 30000               | вертикальна (V) | 3/4 | MPEG-4            | BISS      |
| Astra 3C (23.5°E) | DVB-S2   | 12285        | 30000               | вертикальна (V) | 2/3 | MPEG-4            | BISS      |

### Етерне аналогове мовлення
| Регіони       | Населені пункти (в дужках номери каналу) |
| ------------- | --- |
| Донецький     | Маріуполь (5), Костянтинівка (7), Бахмут (12), Краматорськ (22), Світлодарськ (28), Олександрівка (5), Гірник (25) |
| Луганський    | Лисичанськ (5) Чугинка (Станично-Луганського району) (12), Кремінна (21), Зоринівка (22), Солідарне (24), Старобільськ (28), Троїцьке та Біловодськ (31), Білолуцьк (34), Бараниківка (Біловодського району) та Новоайдар (36), Марківка (40), Плугатар (44) |
| Сумський      | Шостка (38), Тростянець (11), Білопілля (5) |
| Харківський   | Харків (9), Великий Бурлук (28), Куп'янськ (7) |
| Херсонський   | Скадовськ (10), Каланчак та Генічеськ (22), Лазурне (27), Чаплинка (30) |
| Чернігівський | Чернігів (6), Холми (33) |

### Етерне цифрове мовлення
| Канал              | Мультиплекс | Стандарт | Телегід    | Формат мовлення |
| ------------------ | ----------- | -------- | ---------- | --------------- |
| 1                  | MX-1        | DVB-T2   | Green tick | SD 576i 16:9    |
| Тимчасове мовлення |             |          |            |                 |
| 9                  | MX-7        | DVB-T2   | Ні         | SD 576i 16:9    |

### Час мовлення
До 2017 року телеканал мовив з 9:00 до 23:00, та з 1:18 до 6:00
З 2017 року телеканал мовить цілодобово (на супутнику, в кабелі та онлайн). У цифровій мережі DVB-T2 — мовить цілодобово з 1 січня 2018 року.

## Логотипи
Телеканал змінив 9 логотипів. Нинішній — 10-й за ліком.
| Логотип | Опис |
| --- | --- |
| | З 25 грудня 1991 до 23 серпня 1997. Білий напівпрозорий логотип, розташований спочатку у правому нижньому, а з 1 січня 1995 року у лівому верхньому куті. Зникав під час реклами та випусків УТН (у 1991—1992, 1995—1996 роках). |
| | З 24 серпня 1997 до 6 лютого 1998. Містився у верхньому правому куті. Мав вигляд червоно-зелено-синього трикутника, що віддалено нагадував одиницю по діагоналі.                                                                 |
| | З 7 лютого 1998 до 23 серпня 2005. Білий напівпрозорий логотип, розташований у правому верхньому куті. |
| | З 24 серпня 2005 до 24 березня 2006. Біла одиниця, вписана в коло з білими межами та червоним фоном. Був розташований у правому верхньому куті.                                                                                  |
| | З 25 березня 2006 до 31 серпня 2008. Білий непрозорий логотип, розташований у правому верхньому куті. |
| | З 1 вересня 2008 до 6 квітня 2015. Сріблясто-білий логотип, написане великими літерами слово «ПЕРШИЙ». |
| | З 7 квітня 2015 до 10 грудня 2017. Білий напис великими літерами: «UA: ПЕРШИЙ» (у 2015—2016 роках двокрапка була у кольорах українського прапору, а у 2016—2017 роках — білого кольору).                                         |
| З 11 грудня 2017 до 30 вересня 2018 року напис був напівпрозорим сірого кольору, а символ двокрапки — білий яскравий. | |
| З 1 жовтня 2018 до 22 травня 2022 року логотип збільшений у розмірі та непрозорий. Шрифт напису став жирним.          | |
| | З 23 травня 2022 року логотипом є півкруг, біля якого напис «ПЕРШИЙ». Логотип білого кольору. Знаходиться в лівому верхньому куті.                                                                                               |

### Хронологія назв
| Дата      | Назва                 |
| --------- | --------------------- |
| 1951—1991 | «УТ»                  |
| 1991—1998 | «УТ-1»                |
| 1998—2015 | «Перший національний» |
| 2015—2022 | «UA: Перший»          |
| з 2022    | «Перший»              |

## Особистості
- Катерина Лозовенко (1946—2017) — українська телеведуча.
- Василь Ілащук — колишній президент НТКУ. За час обійняття посади, в НТКУ було змінено дизайн телеканалу, введено ряд нових програм, які закріпили національну ідею України та сприяли духовному розвитку особистості[26].
- Єгор Бенкендорф — генеральний директор телеканалу з 2009 по 2013 рік. Він уклав договір про співпрацю з Суспільним мовником Грузії, Іранською та Азербайджанською телекомпаніями; підписав угоду про створення міжнародного сервісу «EuroNews» українською мовою; підписав договір про співпрацю з німецькою телекомпанією «Mitteldeutscher Rundfunk» (MDR). Таким чином, з 16-17 місця в рейтингу телеканалів України 2009 року, за два останні роки НТКУ перемістився в першу десятку лідерів телемовлення[27].
- Роман Сухан — український журналіст, номінант премії «Телетріумф-2011» у розділі «кращий репортер», ведучий щоденної 3-годинної програми «Суспільна студія».

## Цікаві факти

### Власність
На відміну від багатьох інших українських телеканалів, «Перший» не є власністю українських олігархів.

### Світовий рекорд
З 29 березня 2012 року з 5:30 в онлайн-трансляції на сайті каналу, а з 31 березня 2012 року з 12:30 наживо транслювався пісенний марафон «Пісня об'єднує нас» і тривав 55 годин без перерви (110 годин — разом із повною трансляцією в Інтернеті), а участь у ньому взяли 2012 учасників.
Рекорд зареєстрували представники Книги рекордів Гіннеса та Національного Реєстру Рекордів України, які слідкували за ходом марафону усі 110 годин.
Попередній рекорд становив 103 години 9 хвилин 26 секунд і був встановлений Італією з 21 по 25 березня 2010 року у місті Пезаро. У кіноконцерті взяли участь 389 артистів, які виконали 1488 пісень.